# KaDee Strickland
Katherine Dee Strickland, dite KaDee Strickland, est une actrice américaine, née le 14 décembre 1975 à Blackshear (Géorgie). 
Au cinéma, après quelques petits rôles, elle se fait remarquer en principale figure féminine d'Anacondas : À la poursuite de l'orchidée de sang (2004), séduit la critique dans la comédie romantique Terrain d'entente (2005), puis dans un second rôle de The Grudge (2004). 
Elle est principalement connue pour avoir joué dans la série télévisée Private Practice (2007-2013), série dérivée de Grey's Anatomy ainsi que dans la série remarquée Secrets and Lies (2015), puis, elle intègre la distribution principale de la série Shut Eye (2016-2017). 

## Biographie

### Enfance et formation
Katherine Dee Strickland est née à Blackshear en Géorgie. Son père, Dee Strickland, est un entraîneur de football secondaire et sa mère, Susan Strickland, est quant à elle infirmière. Elle a changé son nom de Katherine à KaDee par rapport au prénom de son père.
Au cours de son enfance, elle était bien connue localement en tant que membre de la famille Strickland et pour ses activités en dehors de l'école (elle a été la Reine du collège et présidente du conseil des étudiants au lycée). Lors d'une interview, elle indique que quand elle était enfant, elle regardait souvent le film de Woody Allen, Annie Hall de 1975.
Elle n'a jamais envisagé une carrière dans les arts de la scène jusqu'à sa participation à une pièce en un acte jouée par les étudiants de son lycée.
Après avoir obtenu son diplôme, KaDee Strickland souhaitait étudier l'art dramatique à New York. Ses parents ne voulant pas aller habiter dans une grande ville, elle a choisi d'aller à l'Université des arts à Philadelphie. Au cours de ses études, elle s'est jointe à la Corporation des acteurs de cinéma et elle a utilisé son vrai nom, Katherine, comme la première partie de son nom de scène, avant de décider de le changer.
Pendant un temps, elle a été serveuse dans un restaurant local et a été dans une agence de casting où une de ses tâches devait être de lire les lignes aux auditions de petits rôles dans des films et des projets de télévision. Après avoir obtenu son diplôme d'université, elle s'installa en 2003 à Los Angeles. En 2006, elle a reçu le Silver Star Alumni Awards des arts.

### Débuts
KaDee Strickland a commencé sa carrière en 1999 en jouant une figurante dans la scène de l'enterrement dans Sixième Sens, une partie de deux lignes qu'elle a reçue après avoir impressionné le scénariste et directeur M. Night Shyamalan lors de son audition. La même année, elle a fait une apparition face à Winona Ryder et Angelina Jolie dans le drame acclamé de James Mangold, Une vie volée. 
Lors de son séjour en Philadelphie, elle participe au thriller dramatique Train Ride, le tournage s'achève en 1998 mais le film est seulement commercialisé deux ans plus tard, à cause de problèmes de financement,. La même année, elle participe au film policier Diamond Men avec Robert Forster et Donnie Wahlberg. Les critiques sont positives et l'ensemble du casting est notamment salué par le Chicago Sun-Times. 
Elle s'installe peu de temps après à New York. Parallèlement à sa carrière d'actrice, elle travaille son jeu d'actrice avec la pièce de théâtre A Requiem for Things Past au milieu de l'année 1999.
En décembre 2002, elle joue dans un épisode de New York, section criminelle, ce qui lui permet de quitter son travail de serveuse.
En 2003, elle apparaît dans un film du genre romantique, Anything Else de Woody Allen, elle y jouait la petite amie de Jason Biggs. Sur ce projet, elle déclara « travailler avec Woody Allen est un rêve qui se réalise ». La même année, elle s'oppose à Eddie Cibrian pour le téléfilm The Street Lawyer, adaptation télévisuelle du livre de John Grisham.

### Percée au cinéma
2004 sera l'année où elle se fait un nom, en participant à des projets plus exposés. Tout d'abord : la comédie romantique Tout peut arriver de Nancy Meyers avec Keanu Reeves, Jack Nicholson, Diane Keaton et Amanda Peet. Puis elle fait une apparition dans le téléfilm Amour, amitié et petites infidélités. 
Mais c'est avec deux films d'horreur qu'elle accède à la notoriété : Anacondas : À la poursuite de l'orchidée de sang, dans lequel elle interprète le rôle principal, et The Grudge avec Sarah Michelle Gellar. Le premier est un succès au box office, avec des revenus trois fois supérieurs au budget initial, il divise en revanche la critique,,. Pour le second, c'est grâce à son travail sur le précédent qu'elle est sélectionnée par le producteur Sam Raimi. Le film est un succès au box office et décroche la première place à sa sortie, il devient rapidement l'un des films les plus rentables de l'année malgré des critiques mitigées. Ce projet marquera un vrai tournant dans sa carrière et son interprétation lui permet d'être citée aux Teen Choice Awards de 2005. Grâce à ses deux rôles, elle obtient le statut de Scream Queen. 
Elle obtiendra aussi un rôle mineur dans le controversé Et l'homme créa la femme avec Nicole Kidman. 
En 2005, elle s'engage dans Terrain d'entente, une comédie romantique avec Drew Barrymore et Jimmy Fallon. Elle reçoit les éloges de la critique malgré un succès modéré au box office,,. Cette année-là, elle est également pressentie pour incarner Susan Storm dans Les Quatre Fantastiques mais le rôle est attribué à Jessica Alba.
L'année d'après, elle tente de porter la série Laws of Chance, basée sur la carrière d'une avocate renommée, basée au Texas, accompagnée par Frances Fisher et Bruce McGill. Mais finalement le show est abandonnée par la chaîne quelques mois plus tard.

### Private Practiceet révélation

Logo de la série télévisée Private Practice.

Après un an d'absence, elle revient en 2007, dans la série The Wedding Bells, rapidement annulée, puis dans le thriller American Gangster de Ridley Scott avec Russell Crowe et Denzel Washington.  
Cette même année, elle signe un retour télévisuel et médiatique remarqué avec la série Private Practice où elle y interprète le rôle du Dr Charlotte King, médecin spécialisée dans la chirurgie urologique et ensuite dans la sexologie. 
Il s'agit d'une série de la chaîne ABC, mise en scène par la réalisatrice de Grey's Anatomy, Shonda Rhimes. Le programme est basé sur le personnage d'Addison retournant à son cabinet californien. Les épisodes 22 et 23 de la saison 3 de Grey's Anatomy servent de pilote à cette nouvelle série. La réception à ce nouvel univers est bonne et la série fait officiellement ses débuts sur ABC à la rentrée 2007.
Parallèlement à son engagement sur cette série, elle tourne dans le film dramatique et policier The Flock avec Richard Gere, Claire Danes et Avril Lavigne, commercialisé en 2007. L'année d'après, elle joue dans le drame salué par la critique The Family That Preys.
En 2011, l'actrice remporte le Prism Award de la meilleure actrice dans une série télévisée dramatique, à la suite de son interprétation dans la quatrième saison ou son personnage est victime d'une agression sexuelle.  
Le 12 juin 2012, il est annoncé que la sixième saison serait la dernière de ce spin off. L'actrice choisit alors de disparaître des écrans, pendant deux ans, pour prendre le temps de s'occuper de son fils.

### Retour télévisuel
2015 est l'année ou l'actrice effectue son retour. D'abord, elle prend la tête de la distribution de la prochaine série du réseau CBS, Doubt. L'intrigue se concentre sur une avocate de la défense intelligente et chic qui entretient un jour, une relation amoureuse avec l'un de ses clients, potentiellement coupable d'un crime brutal. Finalement, quelques mois plus tard, après un premier rejet de la série par la chaîne de diffusion, le projet est relancé mais KaDee Strickland est remplacée par Katherine Heigl. La série bénéficiera d'une diffusion en début d'année 2017, mais sera rapidement annulée à la suite des très mauvaises audiences des deux premiers épisodes.  
Elle se tourne alors vers des rôles récurrents, elle intervient dans un arc narratif de 4 épisodes dans The Player, un show d'action tenu par Wesley Snipes, puis, elle rejoint les personnages tourmentés de la version américaine de Secrets and Lies, jouant un rôle autoritaire face à Ryan Phillippe et Juliette Lewis.   
En 2016, elle incarne le premier rôle féminin de la série Shut Eye, diffusée sur la plate-forme de vidéo à la demande Hulu. La série est centrée au tour de la vie d'un magicien raté, Charlie, incarné par Jeffrey Donovan qui décide de travailler comme médium. Cependant celui-ci arnaque ses clients. Lorsqu'un jour, après avoir subi un choc crânien, il s'aperçoit d'un mystérieux changement en lui et présente des signes de prédictions, ce qui va tout changer. En mars 2017, cette série, dans laquelle elle incarne la femme de l'antagoniste principal, est renouvelée pour une seconde saison. La plateforme Hulu prend ensuite la décision de ne pas renouveler la série pour une troisième saison.   
Après avoir délaissé le grand écran, pendant des années, au profit des séries télévisées, elle finit par y faire son retour en étant rattaché au thriller Grand Isle qui marque la première collaboration entre Kelsey Grammer et Nicolas Cage, l'actrice jouant la femme de ce dernier.    

## Vie privée

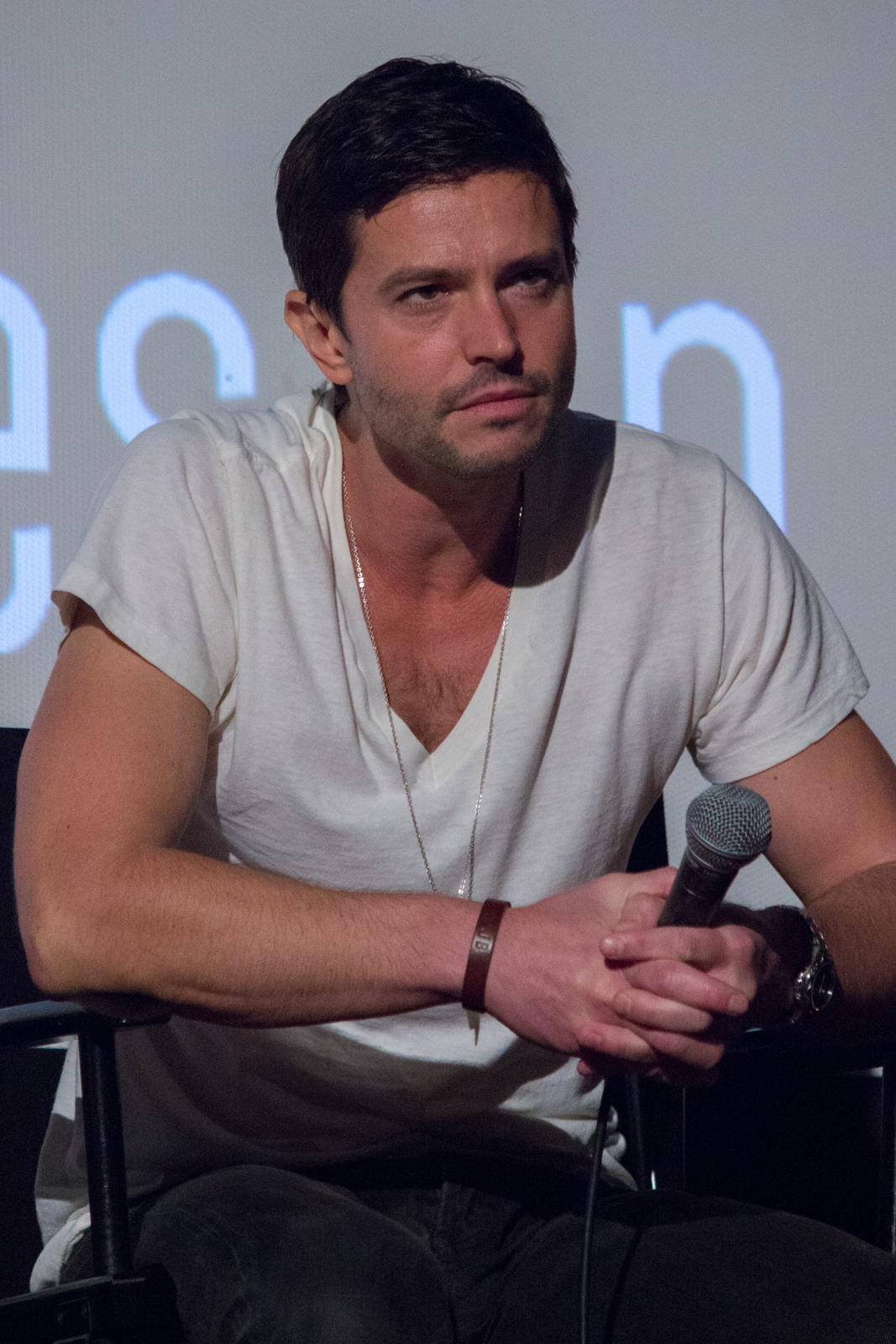
Jason Behr, marié à KaDee Strickland depuis 2006.

Elle a rencontré Jason Behr, sa co-star dans The Grudge, sur le tournage de ce film en 2004. Selon elle, ils avaient une affinité commune pour le Japon et culture japonaise et sont devenus les meilleurs amis presque instantanément en raison de leur volonté mutuelle de l'explorer. Ils se sont mis ensemble officiellement peu de temps après le tournage. Lorsqu'on l'interroge sur sa vie amoureuse en février 2005, Strickland a déclaré qu'elle était « calme ». 
Le 10 novembre 2006, elle a épousé Jason Behr à Ojai, en Californie, lors d'une cérémonie qui comporte des éléments de la culture japonaise. Strickland a déclaré que son expérience de la planification du mariage avait aidé sa préparation pour son rôle dans The Wedding Bells.
Le couple a accueilli son premier enfant « dans leur maison de Los Angeles avec l'aide et les soins de sages-femmes et une doula », a précisé le porte-parole. Il s’agit d’un petit garçon prénommé Atticus, né le 17 octobre 2013.
Elle est aussi une « avocate » des arts. En 2004, avant la sortie de Anacondas : À la poursuite de l'orchidée de sang, elle a accueilli la première exposition artistique de l'actrice Heidi Netzley Jayne au Edgemar Center for the Arts à Santa Monica, en Californie.

## Filmographie

### Cinéma

#### Courts métrages
- 2011 : Remember Alice Bell ? de Nathan Parker : Alice Bell

#### Longs métrages
- 1999 : Sixième Sens (The Sixth Sense) de M. Night Shyamalan : Visiteur no 5
- 1999 : The Sterling Chase de Tanya Fenmore : Cute Coed #1
- 1999 : Une vie volée (Girl, Interrupted) de James Mangold : Bonnie Gilcrest
- 2000 : Diamond Men de Dan Cohen : Monica
- 2000 : Train Ride de Rel Dowdell : Dawn
- 2002 : Bomb the System d'Adam Bhala Lough : Toni
- 2003 : Anything Else : La Vie et tout le reste (Anything Else) de Woody Allen : Brooke
- 2003 : Tout peut arriver (Something's Gotta Give) de Nancy Meyers : Kristen
- 2004 : Anacondas : À la poursuite de l'orchidée de sang (Anacondas : The Hunt for the Blood Orchid) de Dwight H. Little : Samantha Rogers
- 2004 : Et l'homme créa la femme (The Stepford Wives) de Frank Oz : Tara
- 2004 : The Grudge de Takashi Shimizu : Susan Williams
- 2005 : Terrain d'entente (Fever Pitch) de Bobby et Peter Farrelly : Robin
- 2006 : Walker Payne de Matt Williams : Audrey
- 2007 : American Gangster de Ridley Scott : Sheilah
- 2007 : The Flock d'Andrew Lau : Viola Frye
- 2008 : The Family That Preys de Tyler Perry : Jillian Cartwright
- 2019 : Grand Isle de Stephen S. Campanelli : Fancy

### Télévision

#### Séries télévisées
- 2002 : New York, section criminelle (Law & Order : Criminal Intent) : Sandi Tortomassi (saison 2, épisode 9)
- 2006 : Laws of Chance : Chance (non retenue)
- 2007 : The Wedding Bells : Annie Bell (saison 1, épisodes 1, 2, 3 et 4)
- 2007 - 2013 : Private Practice : Dr Charlotte King (rôle principal - 111 épisodes)
- 2015 : Secrets and Lies : Christine "Christy" Crawford (saison 1, 10 épisodes)
- 2015 : The Player : Agent Spécial Rose Nolan (saison 1, épisodes 3, 6, 8 et 9)
- 2016-2017 : Shut Eye : Linda Haverford (rôle principal - 20 épisodes)

#### Téléfilms
- 2003 : The Street of Lawyer de Paris Barclay : Caroline Browne
- 2004 : Amour, amitié et petites infidélités de Greg Lombardo : Molly
- 2013 : Bloodline de Peter Berg : Stella Killpriest

## Distinctions
Sauf indication contraire ou complémentaire, les informations mentionnées dans cette section proviennent de la base de données IMDb.

### Récompenses
- Prism Award 2011 : -meilleure actrice dans une série télévisée dramatique pour Private Practice

### Nominations
- Teen Choice Awards 2005 : performance la plus effrayante pour The Grudge
- Prism Award 2012 : meilleure actrice dans une série télévisée dramatique pour Private Practice